# Robert z Clari
Robert z Clari (francouzsky Robert de Clari nebo Robert de Cléry, okolo 1170 - po 1216) byl účastník a kronikář čtvrté křížové výpravy. Pocházel z Pikardie a kruciáty se zúčastnil jako vazal Petra z Amiensu. Po skonu svého pána se vrátil do vlasti a zaznamenal události výpravy včetně dobytí Konstantinopole.